# Edukacja w Polsce
Edukacja w Polsce – całokształt działań w historii Polski służących kształceniu i wychowaniu. Współcześnie realizuje powszechne prawo do nauki oraz obowiązek nauki i szkolny poprzez kształcenie, wychowanie i opiekę w ramach struktur systemu oświaty oraz szkolnictwa wyższego.

## Współczesna struktura i etapy edukacji w Polsce

### System oświaty w Polsce
Cechy polskiego systemu oświaty:
- podział szkół na publiczne, prywatne i społeczne;
- współfinansowanie szkół podstawowych przez samorządy gminne;
- obowiązek nauki do 18. roku życia;
- ustalenie ram czasowych obowiązku szkolnego;
- prymat szkolnictwa publicznego nad prywatnym;
- obowiązywanie Karty Nauczyciela wyznaczającej pozycję zawodową nauczycieli;
- decentralizacja administrowania jednostkami edukacyjnymi.

#### Wychowanie przedszkolne
Wychowanie przedszkolne – obejmuje dzieci w wieku od 3–6 lat i może być realizowane w publicznych i niepublicznych przedszkolach, oddziałach przedszkolnych w szkołach podstawowych oraz w innych formach wychowania przedszkolnego: zespołach wychowania przedszkolnego, punktach przedszkolnych oraz punktach przedszkolnych dla dzieci starszych (odroczonych z obowiązku szkolnego). Edukacja w tych placówkach jest obligatoryjna dla dzieci w wieku 6 lat. Przedszkola stanowią część systemu oświaty i podlegają nadzorowi MEiN.

#### Szkoła podstawowa
Po reformie systemu oświaty z 2017 roku obowiązkowe kształcenie w szkole podstawowej polega na uczęszczaniu uczniów do 8-letniej szkoły podstawowej. Podstawowym kryterium jest wiek ucznia – dzieci, które ukończyły 7. rok życia i odbyły roczną edukację w przedszkolu objęte są obowiązkiem szkolnym. Nauka w szkole podstawowej jest nieodpłatna i kończy się egzaminem po zakończeniu 8. klasy.

#### Szkolnictwo ponadpodstawowe
Szkolnictwo średnie obejmuje: 4-letnie liceum ogólnokształcące, 5-letnie technikum, szkoła branżowa I i II stopnia (dotychczasowa trzyletnia zasadnicza szkoła zawodowa została przekształcona w trzyletnią branżową szkołę I stopnia; szkoła branżowa II stopnia trwa dwa lata).

##### Szkolnictwo zasadnicze branżowe
Ukończenie branżowej szkoły I stopnia umożliwia otrzymanie dyplomu potwierdzającego kwalifikacje zawodowe, uzyskanie wykształcenia zasadniczego branżowego oraz umożliwienie podjęcia nauki w szkole branżowej II stopnia. Szkoły przysposabiające do pracy to 3-letnie szkoły ponadpodstawowe umożliwiające naukę uczniom z niepełnosprawnością intelektualną w stopniu umiarkowanym i znacznym oraz z niepełnosprawnościami sprzężonymi.

##### Szkolnictwo średnie
Absolwenci liceum ogólnokształcącego, technikum i branżowej szkoły II stopnia uzyskują wykształcenie średnie oraz mogą otrzymać świadectwo dojrzałości, a warunkiem jego otrzymania jest zdanie egzaminu maturalnego z 3 obowiązkowych przedmiotów (język polski, matematyka, język obcy). W przypadku liceum ogólnokształcącego i technikum uczeń musi także przystąpić do egzaminu z dodatkowego, wybranego przez siebie przedmiotu na poziomie rozszerzonym. Egzamin maturalny po szkole branżowej II stopnia obejmuje oprócz 3 obowiązkowych przedmiotów także egzamin potwierdzający kwalifikacje zawodowe absolwenta. Uczeń, który ukończy branżową szkołę II stopnia, po reformie z 1.09.2017 r. będzie mógł podjąć dalszą edukację na wybranym kierunku studiów wyższych.

##### Szkolnictwo policealne
Szkoła policealna (studium policealne) – placówka przeznaczona dla absolwentów szkół średnich. Kryterium przyjęcia do szkoły policealnej stanowi fakt posiadania wykształcenia średniego. Trwa od 1–2,5 lat.

##### Kształcenie ustawiczne i praktyczne dla dorosłych
Polega na uzupełnianiu wykształcenia na poziomie średnim, zasadniczym branżowym i podstawowym przez osoby dorosłe, podejmowaniu różnego rodzaju kursów i szkoleń nadających lub podnoszących kwalifikacje w zawodach kształconych na poziomie ponadpodstawowym, tj. w ramach systemu oświaty lub rzemiosła, w tym kursów i szkoleń organizowanych dla osób bezrobotnych lub poszukujących pracy. Kształcenie to podlega merytorycznemu nadzorowi pedagogicznemu państwa jedynie w przypadku nadawania tytułów zawodowych tożsamych z tytułami nadawanymi w szkołach publicznych. W pozostałych przypadkach nadzór pedagogiczny nad taką działalnością jest ograniczony wyłącznie do podstawowych wymogów formalnych, o ile nie podlega ona przepisom szczególnym dotyczącym poszczególnych zawodów regulowanych.

### Szkolnictwo wyższe w Polsce
Szkolnictwo wyższe jest realizowane przez autonomiczne uczelnie prowadzące studia pierwszego i drugiego stopnia (studia licencjackie/inżynierskie, magisterskie) i szkoły doktorskie. Uczelnie – jednostki organizacyjne państwowe, samorządowe lub prywatne, które funkcjonują według przepisów ustawy Prawo o szkolnictwie wyższym i nauce. Nie są zaliczane do systemu oświaty w Polsce. Wyróżnia się stacjonarny i niestacjonarny system studiów. Studia stacjonarne (dzienne) na uczelniach publicznych (państwowych) są nieodpłatne.
Typy uczelni w Polsce ze względu na podmiot tworzący:
- publiczne – tworzone przez państwo reprezentowane przez właściwy organ władzy lub administracji publicznej;
- niepubliczne – tworzone przez osobę fizyczną albo osobę prawną niebędącą państwową ani samorządową osobą prawną;

Typy uczelni w Polsce ze względu na uprawnienia i organ nadzorujący:
- akademickie – prowadzące badania naukowe, w których co najmniej jedna jednostka organizacyjna posiada uprawnienie do nadawania stopnia naukowego doktora;
- zawodowe – prowadzące studia pierwszego lub drugiego stopnia albo jednolite studia magisterskie, nieposiadające uprawnienia do nadawania stopnia naukowego doktora;
- wojskowe – nadzorowane przez Ministra Obrony Narodowej;
- służb państwowych – nadzorowane przez ministra właściwego do spraw wewnętrznych;
- artystyczne – nadzorowane przez ministra właściwego do spraw kultury i ochrony dziedzictwa narodowego;
- medyczne – nadzorowane przez ministra właściwego do spraw zdrowia;
- morskie – nadzorowane przez ministra właściwego do spraw gospodarki morskiej

Typy uczelni w Polsce ze względu na uprawnienia do nadawania stopni naukowych i profil:
- uniwersytety – mają uprawnienia do nadawania stopnia naukowego doktora co najmniej w dziesięciu dyscyplinach, w tym co najmniej po dwa uprawnienia w każdej z następujących grup dziedzin nauki:
  - humanistycznych, prawnych, ekonomicznych lub teologicznych;
  - matematycznych, fizycznych, nauk o Ziemi lub technicznych;
  - biologicznych, medycznych, chemicznych, farmaceutycznych, rolniczych lub weterynaryjnych;
- uniwersytety techniczne – mają uprawnienia jak wyżej, z czego co najmniej sześć w zakresie nauk technicznych;
- uniwersytety, których nazwa uzupełniona jest innym przymiotnikiem lub przymiotnikami określającymi profil uczelni – posiadają co najmniej sześć uprawnień do nadawania stopnia naukowego doktora, w tym co najmniej cztery w zakresie nauk objętych profilem uczelni
- politechniki – mają uprawnienia do nadawania stopnia naukowego doktora co najmniej w sześciu dyscyplinach, w tym co najmniej cztery w zakresie nauk
- akademie – mają co najmniej dwa uprawnienia do nadawania stopnia naukowego doktora.

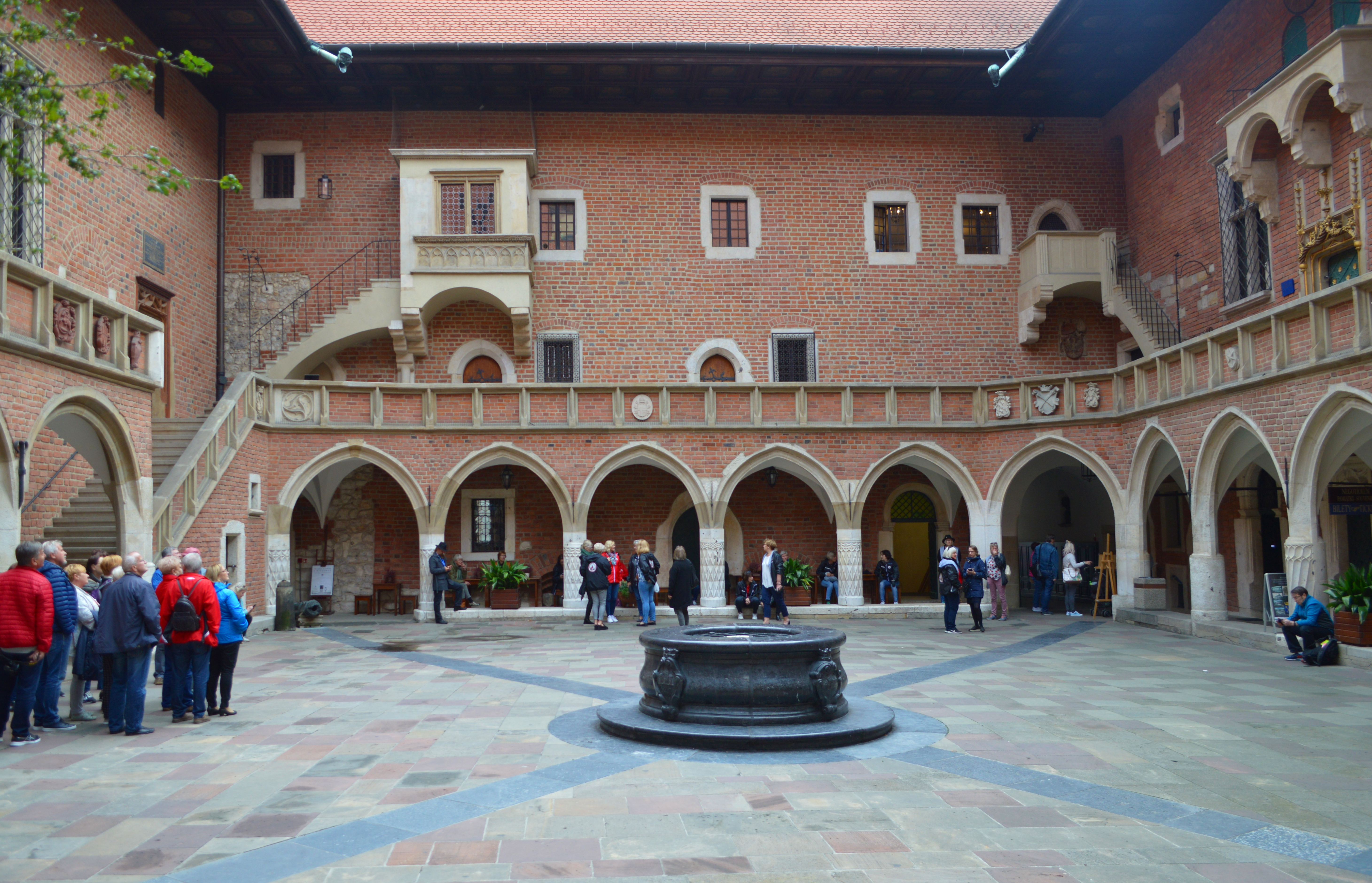
Collegium Maius, najstarsza część Uniwersytetu Jagiellońskiego, pierwszej polskiej uczelni (zał. w 1364)

## Wczesna (przededukacyjna) opieka instytucjonalna nad dziećmi
Żłobek/klub dziecięcy – obejmuje grupę wiekową od 0–3 lat. Opieka w tych placówkach jest odpłatna, a korzystanie z niej jest fakultatywne – decyzję o uczęszczaniu dziecka do żłobka/klubu dziecięcego podejmują jego rodzice lub prawni opiekunowie. Ten rodzaj placówek nie stanowi części systemu oświaty i nie jest kontrolowane przez MEN. Obecnie należą one do systemu pomocy społecznej, natomiast w przeszłości funkcjonowały jako gałąź systemu opieki zdrowotnej.

## Kształcenie specjalistyczne i doskonalenie zawodowe w zawodach zaufania publicznego
W niektórych wysokospecjalistycznych zawodach, w szczególności we wszystkich zawodach zaufania publicznego, istnieją odrębne, sformalizowane systemy kształcenia specjalistycznego z własnymi systemami akredytowania i nadzoru nad jednostkami kształcącymi, uzupełnione w wielu przypadkach o egzaminy państwowe. Ponadto wiele spośród ww. zawodów ma nałożony obowiązek ciągłego doszkalania się w swoim zawodzie, okresowo rozliczany przez właściwe instytucje sprawujące pieczę nad danym zawodem.

## Historia

### Okres średniowieczny
Do najwcześniejszych form zorganizowanej oświaty na ziemiach polskich zaliczyć można tworzone w XI i XII wieku szkoły katedralne przy siedzibach biskupich oraz szkoły kolegiackie. Powstały one w Poznaniu, Płocku, Wrocławiu, Włocławku, Krakowie, Sandomierzu, Wiślicy, Łęczycy, Głogowie, Legnicy i Brzegu. W XIII wieku przy wsparciu samorządu miejskiego nastąpił rozwój szkół parafialnych, co było efektem realizacji postanowień soboru laterańskiego IV (1215). W 1364 r. król Kazimierz III Wielki założył uniwersytet w Krakowie, wzorowany na uniwersytetach w Padwie i Bolonii. Uczelnię tę odnowił w 1400 r. król Władysław II Jagiełło, rozwijając ją w kierunku rozwiązań przyjętych na Uniwersytecie Paryskim (cztery wydziały).

### Okres renesansu i reformacji
W atmosferze renesansu wzrosła liczba wysyłanej młodzieży polskiej na studia za granicę. W 1519 r. biskup Jan Lubrański założył gimnazjum akademickie w Poznaniu (Akademia Lubrańskiego). Z kolei oddziaływanie reformacji powodowało powstawanie gimnazjów luterańskich: Elbląskiego Gimnazjum Akademickiego (1535), Gdańskiego Gimnazjum Akademickiego (1568), Toruńskiego Gimnazjum Akademickiego (1568). Powstały także szkoły protestanckie w Bojanowie, Wschowie, Rawiczu, Zdunach. Kalwiniści założyli w 1551 r. gimnazjum w Pińczowie. Poważne dokonania oświatowe mieli bracia polscy zwani też arianami. Wśród nich wyróżniał się Wojciech z Kalisza, rektor gimnazjum ariańskiego w Lubartowie oraz współtwórca Akademii Rakowskiej. Bracia czescy utworzyli szkołę w Lesznie, kierowaną w latach 1636–1641 przez Jana Ámosa Komenský'ego.

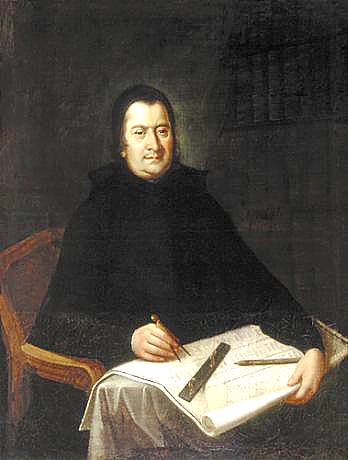
ks. Stanisław Konarski (1700–1773), reformator oświaty polskiej w XVIII wieku

### Okres kontrreformacji
Zaistnienie szkolnictwa protestanckiego spowodowało w XVI wieku rozwój katolickiego szkolnictwa parafialnego. Wiele nowych placówek oświatowych Kościoła katolickiego utworzyli sprowadzeni w 1564 r. do Polski jezuici. Stali się oni głównymi organizatorami szkół w kraju. Tworzyli kolegia jezuickie, spośród których dwa (w Wilnie i Lwowie) stały się podstawą nowych uniwersytetów: utworzonej w 1579 r. przez króla Stefana Batorego Akademii Wileńskiej i założonej w 1661 r. przez króla Jana II Kazimierza Akademia Lwowska.
Kontrreformacji przypisuje się także negatywne oddziaływanie na oświatę, w tym i panujący w XVII wieku kryzys w Akademii Krakowskiej. Wyrazem zdystansowania się od tych zjawisk było utworzenie w 1595 r. w Zamościu przez Jana Zamoyskiego Akademii Zamojskiej, półwyższej uczelni humanistycznej o profilu świeckim, kształcącej do służby publicznej.

### Okres oświecenia
Kluczową postacią dla rozwoju szkolnictwa polskiego w XVIII wieku był pijar Stanisław Konarski. W założonym przez siebie w 1740 r. w Warszawie Collegium Nobilium wdrożył nowy program nauczania (filozofia nowożytna, języki nowożytne, przyrodoznawstwo, zreformowana łacina, język polski), w którym duży nacisk kładł na wychowanie obywatelskie. Zgodnie z tymi założeniami przeprowadził w latach 1753–1756 reformę szkół pijarskich oraz wpłynął na zmiany w szkołach jezuickich.
Nowatorskim rozwiązaniem było utworzenie przez króla Stanisława Augusta Poniatowskiego w 1765 r. państwowej szkoły kształcącej do służby publicznej (wojskowej i cywilnej) pn. Szkoła Rycerska (właśc. Akademia Szlacheckiego Korpusu Jego Królewskiej Mości i Rzeczypospolitej).
W 1773 r. Sejm utworzył Komisję Edukacji Narodowej, świecki organ władzy państwowej odpowiedzialny za oświatę w państwie. KEN przejęła majątek pozostały po kasacie zakonu jezuitów, w tym kolegia i szkoły jezuickie. Przyjęła jednolitą politykę oświatową dla całego kraju. Nowy program nauczania wprowadzał polszczyznę jako język wykładowy, naukę przyrody, fizykę, matematykę, elementy prawa, etykę opartą na prawie naturalnym. Pod kierunkiem Hugona Kołłątaja Komisja dokonała reformy Akademii Krakowskiej i Akademii Wileńskiej, określanych mianem „szkół głównych”. Utworzono Towarzystwo do Ksiąg Elementarnych, które przygotowało serię podręczników dla szkół narodowych. Wprowadzono nadzór pedagogiczny nad całokształtem szkolnictwa (za nadzór odpowiadały szkoły główne). Dla sprawnego zarządzania szkołami teren państwa podzielono na 10 wydziałów (6 w Koronie i 4 na Litwie). Zatrudniono wizytatorów szkolnych.

### Okres zaborów
W zaborze rosyjskim początkowo Polacy posiadali znaczne swobody oświatowe. Adam Jerzy Czartoryski, Stanisław Kostka Potocki, Tadeusz Czacki, Jan Śniadecki i Jędrzej Śniadecki nawiązywali w swoich działaniach na rzecz edukacji do dokonań Komisji Edukacji Narodowej. Na przełomie XVIII i XIX kluczowym ośrodkiem edukacyjnym na tym obszarze był Uniwersytet Wileński. W 1805 r. Tadeusz Czacki we współpracy z Hugonem Kołłątajem zorganizował Liceum Krzemienieckie.
Sprawami oświaty w Księstwie Warszawskim zarządzała utworzona w 1807 r. Izba Edukacyjna, w 1812 przemianowana na Dyrekcję Edukacji Narodowej. Wiodącymi działaczami oświatowymi byli wówczas Stanisław Kostka Potocki i Stanisław Staszic. Do czołowych osiągnięć Izby Edukacyjnej należało uchwalenie ustawy z 12 stycznia 1808 o urządzeniu szkół miejskich i wiejskich elementarnych.
Po kongresie wiedeńskim (1815) powstał w 1816 r. Uniwersytet Warszawski, złożony z 5 wydziałów (do wybuchu powstania listopadowego miał 1254 absolwentów). Centralnym organem administracji oświatowej Królestwa Polskiego była Komisja Rządowa Wyznań Religijnych i Oświecenia Publicznego. W 1821 na jej czele stanął Stanisław Grabowski. Inną ważną postacią Komisji Rządowej był Józef Kalasanty Szaniawski. W okresie ich rządów dokonywał się upadek szkolnictwa elementarnego. Stanisław Staszic przyczynił się do rozwoju szkolnictwa zawodowego, co było elementem jego planów uprzemysłowienia kraju. Staszic zainicjował powstanie w 1816 r. w Kielcach Szkoły Akademiczno-Górniczej. W 1818 r. założono Szkołę Szczególną Leśnictwa, a w 1819 w Marymoncie k. Warszawy Instytut Agronomiczny i Instytut Weterynaryjny. W 1826 r. w Warszawie powstała Szkoła Architektury Cywilnej.
W następstwie powstania listopadowego władze carskie zamknęły w 1831 r. Uniwersytet Warszawski i Uniwersytet Wileński, w szkołach elementarnych i średnich wprowadziły rosyjski język wykładowy. Wdrożono stanowcze działania rusyfikacyjne. Zlikwidowano wiele szkół. Jednak w 1841 r. ze względów pragmatycznych otwarto w Warszawie Szkołę Realną, w 1857 r. Akademię Medyko-Chirurgiczną. Wznowiono też działalność Instytutu Agronomicznego w Marymoncie. Na czele utworzonej w 1861 r. Komisji Rządowej Wyznań Religijnych i Oświecenia Publicznego stanął jako dyrektor Aleksander Wielopolski. W 1862 r. władze rosyjskie wydały ustawę o wychowaniu publicznym w Królestwie Polskim. Przywróciła ona w szkołach polski język wykładowy i przyznała im częściową autonomię. Wprowadzony przez nią nowy ustrój szkolny powoływał 4-klasowe gimnazjum niższe i 7-klasowe gimnazjum wyższe. Utworzono 2 uczelnie: Szkołę Główną Warszawską oraz Instytut Rolniczo-Leśny w Puławach.
Powstanie styczniowe (1863–1864) spowodowało zlikwidowanie przez władze carskie autonomii szkolnictwa, jego natychmiastową i całkowitą rusyfikację. Zredukowano szkolnictwo elementarne. Szkoła Główna Warszawska stała się w 1869 r. uniwersytetem rosyjskim.
Rusyfikacja szkolnictwa spowodowała po stronie polskiej konspiracyjne działania oświatowe. Wiązały się one z akcją samokształcenia młodzieży, wykładami w Uniwersytecie Latającym (1887–1905), tzw. uniwersytetami ludowymi, rozwojem czasopiśmiennictwa. Działalność samokształceniową wspierały takie wydawnictwa jak np. ukazujący się od 1897 r. Poradnik dla Samouków (redaktor: Stanisław Michalski).
Rewolucja 1905 roku w Królestwie Polskim wywołała sprzeciw wobec szkolnictwa rosyjskiego. Rozpoczęty wówczas bojkot tych placówek trwał do wybuchu I wojny światowej. W tym czasie rozwinęły się społeczne formy oświatowe jak Uniwersytet dla Wszystkich (na bazie uniwersytetów ludowych), Wyższe Kursy Naukowe (na bazie Uniwersytetu Latającego). Szkolnictwo elementarne rozwijane było przez Polską Macierz Szkolną, a powszechne zjawisko analfabetyzmu (w 1897 aż 69,5% ludności Królestwa było analfabetami) zwalczało m.in. Stowarzyszenie Kursów dla Analfabetów Dorosłych. W 1906 r. utworzono prywatną Szkołę Handlową im. L. Kronenberga.
W zaborze austriackim szkolnictwo korzystało z dobrodziejstw autonomii dla Galicji, co pozwalało na nadanie mu profilu polskiego, wszakże lojalistycznego względem monarchii habsburskiej. Za sprawy oświatowe odpowiadała tam Rada Szkolna Krajowa.
Po wybuchu I wojny światowej ożywiła się działalność polskich środowisk nauczycielskich. W 1914 r. powstała w Warszawie Komisja Pedagogiczna. Jej odpowiednikiem w Krakowie było założone w 1915 r. Centralne Biuro Szkolne. Zorganizowano ogólnopolskie zjazdy nauczycielskie: w Warszawie w grudniu 1917, w Krakowie w styczniu 1918 i w Piotrkowie w sierpniu 1918.

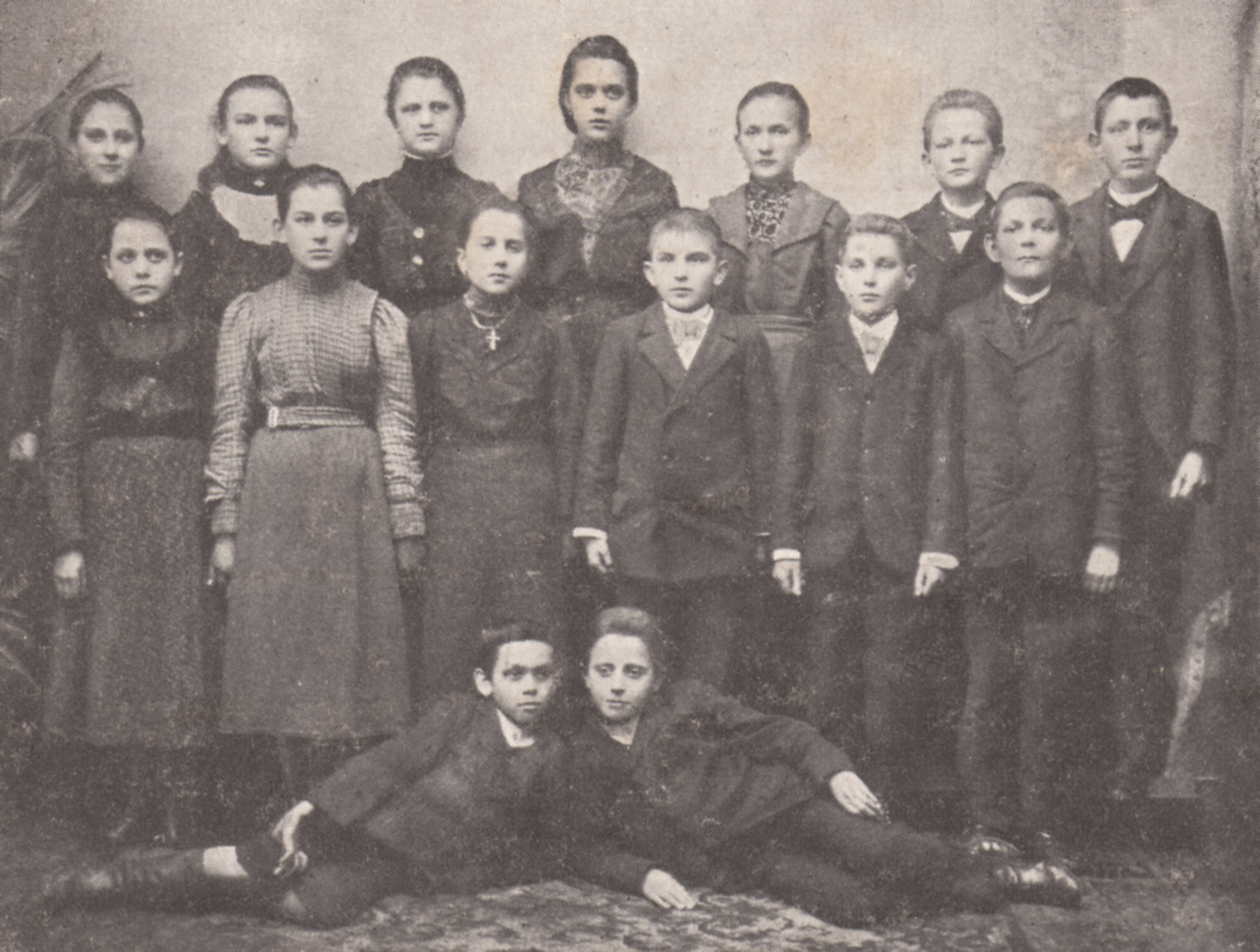
Dzieci polskie uczestniczące w strajku szkolnym we Wrześni w 1901 r.

Na terenie zaboru pruskiego w szkołach wprowadzono niemiecki jako język nauczania. Wiosna Ludów przyczyniła się do zmniejszenia presji germanizacyjnej. Do szkół elementarnych, niższych klas gimnazjalnych, szkół na Śląsku i gimnazjów protestanckich wprowadzono polski język wykładowy. Ewaryst Estkowski przyczynił się do rozwoju szkół elementarnych (ludowych). W drugiej połowie XIX w. powróciła polityka niemczenia. W reakcji na tę tendencję doszło w 1901 r. do strajku uczniów we Wrześni, który rozszerzył się poza tę miejscowość i w różnych postaciach kontynuowany był do 1907 r. Polskie działania oświatowe wspierane były przez inicjatywy pozaszkolne. Należało do nich utworzenie pierwszego w historii polskiego czasopisma pedagogicznego „Szkoła Polska” (1849–1853), zakładanie towarzystw oświatowych (np. powstałe w 1841 r. Towarzystwo Naukowej Pomocy im. Karola Marcinkowskiego, Towarzystwo Czytelni Ludowych), działalność teatrów amatorskich.
Do grona czołowych pedagogów polskich okresu zaborów zaliczali się m.in. Jan Władysław Dawid, Stanisław Karpowicz, Izabela Moszczeńska-Rzepecka, Stefania Sempołowska, Aniela Szycówna, Maria Weryho.

### Okres II Rzeczypospolitej
W odrodzonym po I wojnie światowej państwie polskim w grudniu 1918 utworzono Ministerstwo Wyznań Religijnych i Oświecenia Publicznego. Na jego czele stanął Ksawery Prauss. Ministerstwo powstało na bazie Departamentu Wyznań Religijnych i Oświecenia Publicznego powołanego przez Radę Stanu Królestwa Polskiego.
Do 1922 roku trwał w skali całego kraju proces ujednolicenia systemu szkolnego. W dniach 14–17 kwietnia 1919 MWRiOP zorganizowało Ogólnopolski Zjazd Nauczycielski zwany „Sejmem Nauczycielskim”. Przyjął on założenia nowego ustroju szkolnego. Jego elementami miały być: jednolita i bezpłatna szkoła powszechna, 7-letni obowiązek szkolny, drożność kształcenia w szkołach poszczególnych szczebli umożliwiająca dostęp do wykształcenia wyższego. Postulaty zjazdu zostały uwzględnione częściowo. Dekret Naczelnika Państwa z 7 lutego 1919 o obowiązku szkolnym wprowadził obowiązkową, bezpłatną 7-klasową szkołę powszechną (obowiązek rozpoczynał się 7. roku życia i kończył w 14.). Wdrażanie postanowień dekretu natrafiało na liczne przeszkody. W roku szkolnym 1922/23 nauczanie początkowe odbywało: w województwach zachodnich 94,7% dzieci, na Śląsku – 86,3%, w Galicji – 76%, w województwach centralnych – 66,2%, we wschodnich – 34,7%. W ramach szkolnictwa średniego istniało 8-klasowe gimnazjum obejmujące dwa stopnie: pierwsze 3 klasy miały charakter ogólnokształcący, pozostałe 5 częściowo ukierunkowany. Matura zdawana na koniec nauki w gimnazjum była przesłanką rozpoczęcia studiów wyższych. Obok szkół publicznych istniały szkoły prywatne. Nauka we wszystkich szkołach średnich i wyższych była odpłatna.
Częścią systemu szkolnego było szkolnictwo dla mniejszości narodowych. W roku szkolnym 1929/1930 istniało 790 szkół powszechnych z ukraińskim językiem nauczania i 2336 szkół dwujęzycznych (tzw. utrakwistycznych) z językiem polskim i ukraińskim; 26 szkół powszechnych z językiem białoruskim, 51 szkół utrakwistycznych z językiem polskim i białoruskim oraz 3 gimnazja. W roku szkolnym 1934/35 działały 394 szkoły powszechne z niemieckim językiem nauczania, 203 szkoły utrakwistyczne oraz 15 gimnazjów. Istniały również m.in. szkoły żydowskie, jednak nie traktowano ich jako szkoły mniejszości narodowej, lecz mniejszości wyznaniowej.

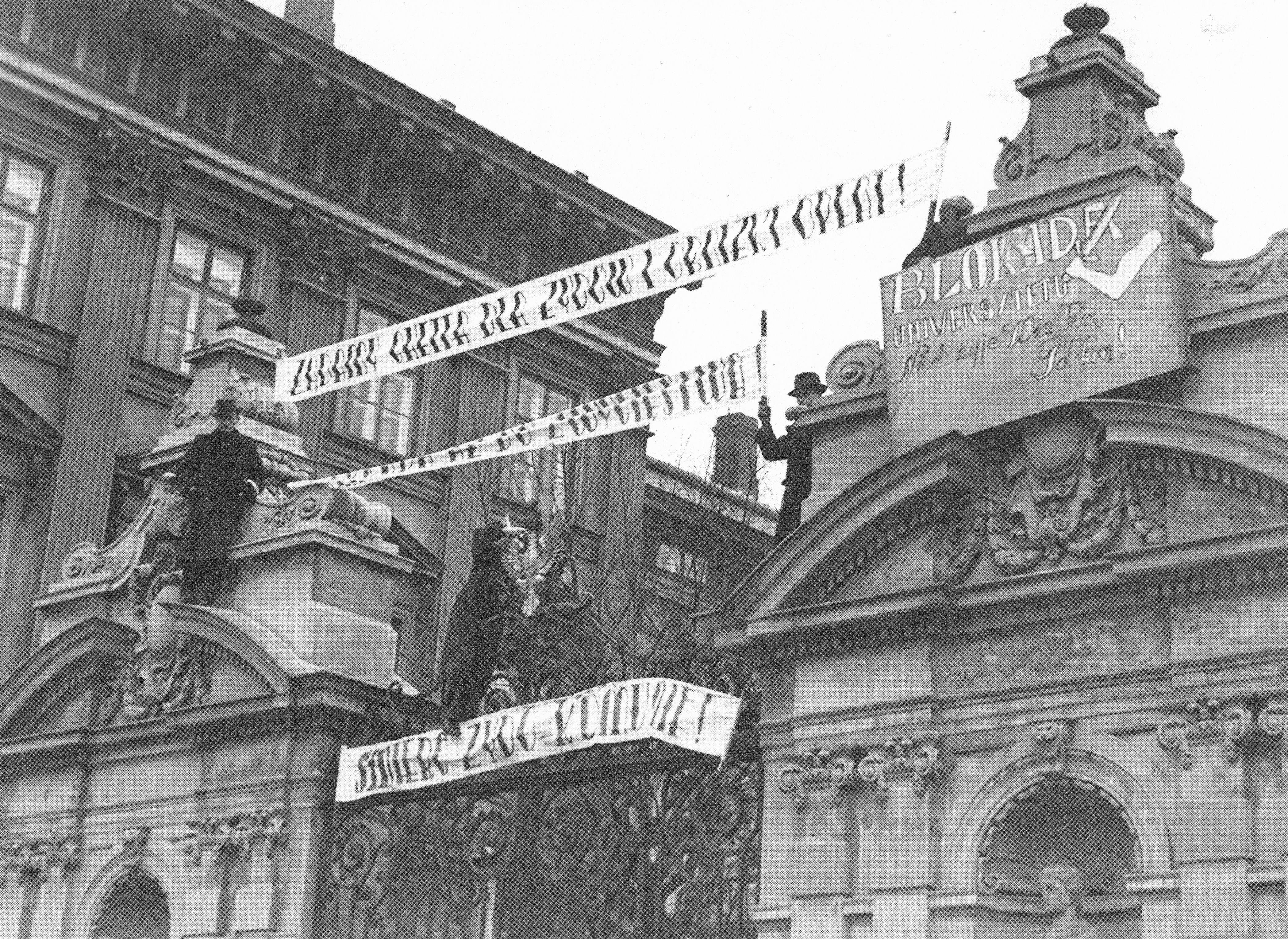
Transparenty na bramie głównej Uniwersytetu Warszawskiego w 1936 domagające się wprowadzenia na uczelni getta ławkowego

W II Rzeczypospolitej istniało pięć uniwersytetów: Uniwersytet Jagielloński, Uniwersytet Warszawski, Uniwersytet Jana Kazimierza we Lwowie, Uniwersytet Stefana Batorego w Wilnie i Uniwersytet Poznański. Obok tego działały inne duże uczelnie państwowe: Politechnika Warszawska, Politechnika Lwowska, Akademia Medycyny Weterynaryjnej we Lwowie, Szkoła Główna Gospodarstwa Wiejskiego w Warszawie i Akademia Górnicza w Krakowie. Prywatnymi szkołami wyższymi były: Akademia Sztuk Pięknych w Krakowie, Katolicki Uniwersytet Lubelski, Wolna Wszechnica Polska w Warszawie, Wyższa Szkoła Handlowa w Warszawie (od 1933 r. Szkoła Główna Handlowa). W 1938 r. istniało 25 szkół wyższych, w których kształciło się ok. 48 tys. studentów. Do grupy wyższych szkół zawodowych zaliczały się: Szkoła Inżynierska im. A. Wawelberga i S. Rotwanda w Warszawie (zał. 1895), Państwowa Szkoła Techniczna w Wilnie (zał. 1922) oraz wyższe szkoły pedagogiczne (tzw. pedagogia), m.in. w Katowicach, Krakowie, Kielcach, Państwowy Instytut Pedagogiki Specjalnej (zał. 1922 za sprawą Marii Grzegorzewskiej).
W latach 20. i 30. zgłoszono szereg koncepcji całościowych reform oświaty. Najważniejsze z nich zgłosili Stanisław Grabski (1925), Gustaw Dobrucki (1927), Janusz Jędrzejewicz i Kazimierz Pieracki (1932).
Ustawą z 1932 r. wprowadzono reformę systemu szkolnego, zwaną od nazwiska jej twórcy i ministra wyznań religijnych i oświecenia publicznego Janusza Jędrzejewicza, „reformą jędrzejewiczowską”. W nowym modelu obok szkół powszechnych (szkoły powszechne I, II i III stopnia, tj. 4-, 6- i 7-klasowe) istniało 4-letnie gimnazjum (wstęp na podstawie egzaminu po ukończeniu 6 klas szkoły powszechnej). Rozpoczęcie studiów wyższych było warunkowane ukończeniem 2-letniego liceum o programie ukierunkowanym (humanistycznym, matematyczno-fizycznym, przyrodniczym i klasycznym). Ustawa poniosła rangę szkolnictwa zawodowego. W miejsce dawnych 5-letnich seminariów nauczycielskich utworzono 3-letnie licea pedagogiczne. Szkolnictwo wyższe zostało przeobrażone ustawą z 15 marca 1933. Dokonała ona ograniczenia autonomii uniwersytetów i innych uczelni. Minister uzyskał prawo zatwierdzania rektorów, tworzenia i znoszenia katedr i wydziałów w uczelniach. Senaty uczelni utraciły wiele uprawnień. Korzystając z tej regulacji minister m.in. ze względów politycznych zlikwidował wiele katedr.

### Okres II wojny światowej
Na terenach przyłączonych po 1 września 1939 do terytorium III Rzeszy całkowicie zlikwidowano polskie szkolnictwo. Nauczyciele i wykładowcy tych placówek zostali wysiedleni do Generalnego Gubernatorstwa lub uwięzieni. W GG władze okupacyjne pozostawiły jedynie szkoły powszechne i zawodowe, przy czym zakres i poziom nauczania został z rozmysłem zredukowany. Szkoły średnie i wyższe zostały zamknięte jesienią 1939. W ramach Sonderaktion Krakau władze niemieckie aresztowały profesorów Uniwersytetu Jagiellońskiego oraz Akademii Górniczej i osadziły ich w obozach koncentracyjnych. Był to element akcji wyniszczania inteligencji polskiej. Władze podziemnego państwa polskiego podjęły akcję tajnego nauczania obejmującego wszystkie szczeble i typy szkolnictwa, łącznie z kształceniem akademickim. Łącznie w tajnym nauczaniu uczestniczyło około 1 mln uczniów i studentów. W grudniu 1939 utworzono Tajną Organizację Nauczycielską kierowaną przez Czesława Wycecha. W 1940 w Delegaturze Rządu na Kraj utworzono Departament Oświaty i Kultury, któremu podlegały okręgowe biura oświaty, będące władzą zwierzchnią dla powiatowych i gminnych komisji oświaty i kultury. Tajne nauczanie prowadzone było także w odciętych od ogółu społeczeństwa gettach żydowskich. Poza GG na mniejszą skalę tajne nauczanie było prowadzone w Wielkopolsce, na Śląsku i na Pomorzu.

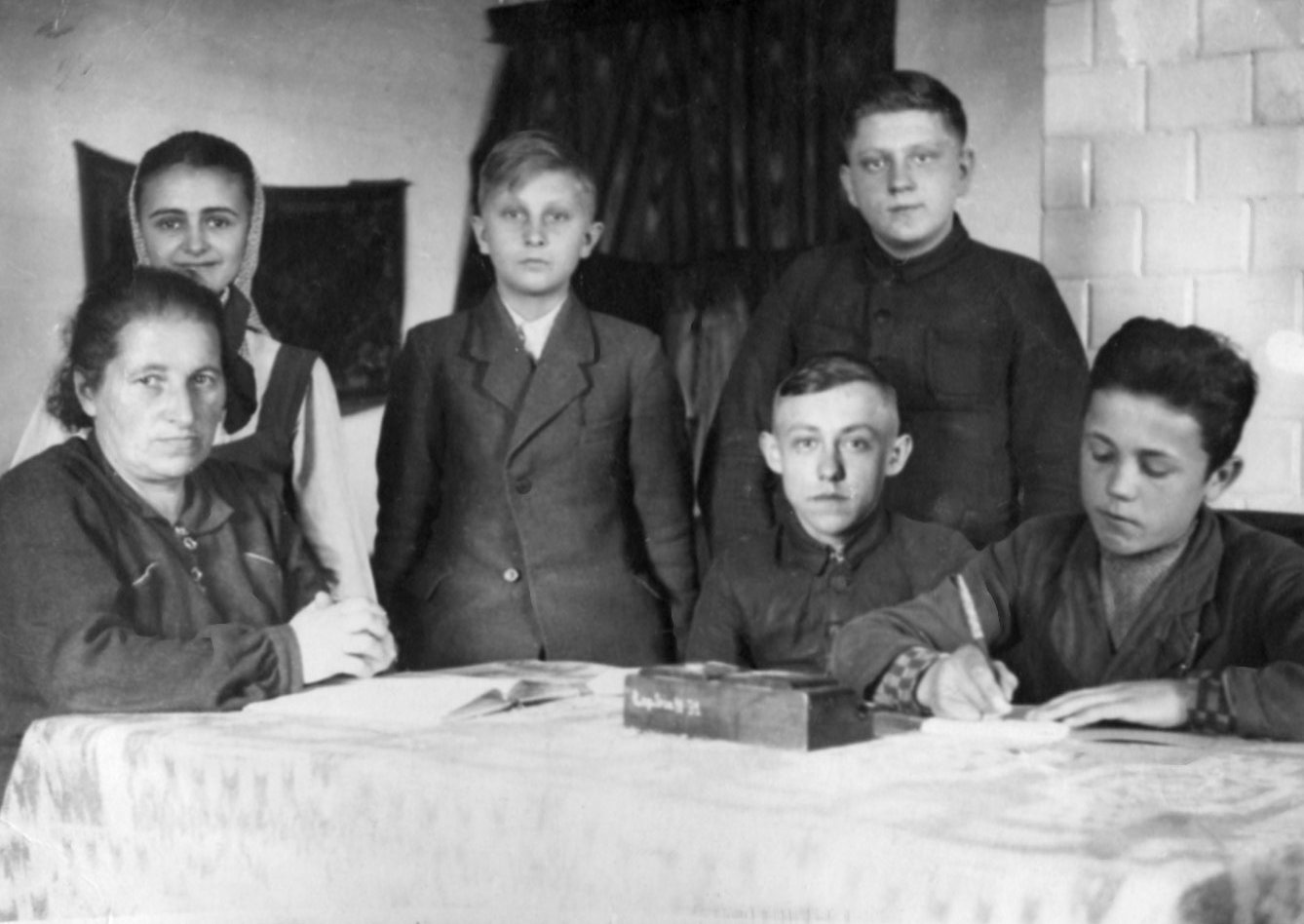
Tajne komplety pod okupacją niemiecką w miejscowości Łopiennik w 1941

W wyniku terroru hitlerowskiego w latach 1939–1945 zginęło ok. 9 tys. nauczycieli i ok. 640 profesorów, docentów i asystentów. Zniszczono lub uszkodzono ok. 6840 szkół powszechnych, 203 szkoły średnie, 295 szkół zawodowych. Okupant zagrabił niemal cały majątek szkół wyższych.
Pod rozpoczętą 17 września 1939 okupacją sowiecką upaństwowiono wszystkie szkoły prywatne, w tym kościelne. Szkoły stały się obszarem indoktrynacji komunistycznej. Kontynuował działalność uniwersytet we Lwowie, lecz nadano mu charakter ukraiński. Po wyparciu w 1941 przez III Rzeszę okupanta sowieckiego ze wschodnich terenów państwa polskiego władze niemieckie dopuściły istnienie szkolnictwa ukraińskiego, z którego korzystała także ludność polska (31% słuchaczy i 70% nauczycieli), z wyjątkiem Żydów.

### Okres Polski Ludowej
Elementem przywracania struktur państwa polskiego po zakończeniu okupacji niemieckiej było uruchamianie placówek oświatowych i szkolnictwa wyższego zgodnie z przepisami ustawodawstwa międzywojennego. Zorganizowany w czerwcu 1945 w Łodzi Ogólnopolski Zjazd Oświatowy, który zgromadził pond 500 delegatów ze środowisk nauczycielskich, administracji państwowej i ugrupowań politycznych, postulował wprowadzenie „powszechności, bezpłatności, publiczności i jednolitości szkolnictwa, decentralizację sieci szkół średnich, obowiązku zakładania i utrzymywania przedszkoli przez państwo i samorząd, wprowadzenie 8-klasowej, obowiązkowej i jednolitej pod względem organizacyjnym i programowym szkoły na wsi i w mieście, rozwijanie szkół zawodowych, opartych na podbudowie szkoły 8-klasowej, wprowadzenie obowiązku kształcenia zawodowego dla młodzieży pracującej i niepracującej do 18 roku życia, rozwijanie instytucji oświaty dorosłych oraz przeznaczanie przez państwo i samorząd odpowiednich sum na internaty i stypendia”.
W roku akademickim 1945/1946 na powrót działały na nowym terytorium państwa wszystkie szkoły wyższe istniejące tam przed wybuchem II wojny światowej. Utworzono też nowe uniwersytety w Łodzi (Uniwersytet Łódzki), Toruniu (Uniwersytet Mikołaja Kopernika) i Lublinie (Uniwersytet Marii Curie-Skłodowskiej). Powstało wiele wyższych szkół pedagogicznych. W szkołach wyższych kształciło się w pierwszych latach powojennych ogółem 55 tys. studentów, czyli więcej niż w ostatnim pełnym roku akademickim w II Rzeczypospolitej.
Jednym z największych osiągnięć pierwszych lat powojennych były działania mające na celu likwidację analfabetyzmu. W latach 1949 w akcji zwalczania analfabetyzmu wzięło udział ok. 80 tys. nauczycieli. Obowiązkową nauką czytania i pisania objęto ponad 1 mln spośród ok. 1,5 mln analfabetów wieku 14–50 lat. Na skutek tych działań analfabetyzm przestał istnieć w Polsce jako zjawisko masowe.
W pierwszych latach po II wojnie światowej poważnie rozwinięto instytucje edukacji permanentnej, w czym zasługi położyły m.in. instytucje społeczne: Ludowy Instytut Oświaty i Kultury, Towarzystwo Uniwersytetów Ludowych Rzeczypospolitej Polskiej, Towarzystwo Uniwersytetu Robotniczego.
Nowy model oświaty w Polsce wprowadzono na fali stalinizacji życia państwowego, generowanej przez partię komunistyczną (PZPR) i aparat władzy. Działalność oświatowo-wychowawcza miała odtąd opierać się na ideologii marksistowsko-leninowskiej. W 1949 r. do szkół wprowadzono obowiązkową naukę języka rosyjskiego. Wszczęto proces likwidacji szkół prywatnych i eliminacji nauki religii ze szkół państwowych. Podstawą systemu szkolnego stały się obowiązkowe szkoły 7-klasowe, na bazie których rozpoczynano naukę w szkołach licealnych (klasy VIII – XI).
W związku z przyspieszoną industrializacją kraju, powodującą duży ruch migracyjny ze wsi do miast, rozwinięto szkolnictwo zawodowe, podlegające utworzonemu w 1949 r. Centralnemu Urzędowi Szkolenia Zawodowego (istniał do 1956). Ustawa z VII 1958 warunkowała zatrudnienie młodzieży poniżej 18 roku życia dokształcaniem się w szkole ogólnokształcącej lub zawodowej. Jej konsekwencją był rozwój szkół przyzakładowych. Rozbudowa szkolnictwa zawodowego, przy jednoczesnym hamowaniu dalszego rozwoju liceów ogólnokształcących, dokonywała się głównie przez mnożenie szkół przygotowujących do praktycznego wykonywania zawodu (szkoły przysposobienia zawodowego oraz zasadnicze szkoły zawodowe). Szkoły te nie otwierały szans dalszego kształcenia, zaniedbywały wykształcenie ogólne. Ujemną stroną wszystkich szkół zawodowych była ich nadmierna specjalizacja, rozmijająca się z potrzebami rynku pracy.
W szkołach wyższych w 1947 r. wprowadzono dwustopniowość studiów (3- lub 4-letnie studia zawodowe i 2-letnie studia magisterskie). Zasada ta nie stosowała się do studiów medycznych. Na przełomie lat 40. i 50. wyłączono z uniwersytetów wydziały medyczne, weterynaryjne, rolnicze i leśne, tworząc z nich odrębne uczelnie (w tym akademie medyczne). W 1954 r. usunięto z uniwersytetów wydziały teologiczne i utworzono Akademię Teologii Katolickiej w Warszawie i Chrześcijańską Akademię Teologiczną w Warszawie. W związku z przyznaniem ideologii marksistowsko-leninowskiej statusu obowiązującego w szkolnictwie, stanowiska nauczycieli i wykładowców utraciło wiele osób otwarcie sprzeciwiających się temu stanowi rzeczy.

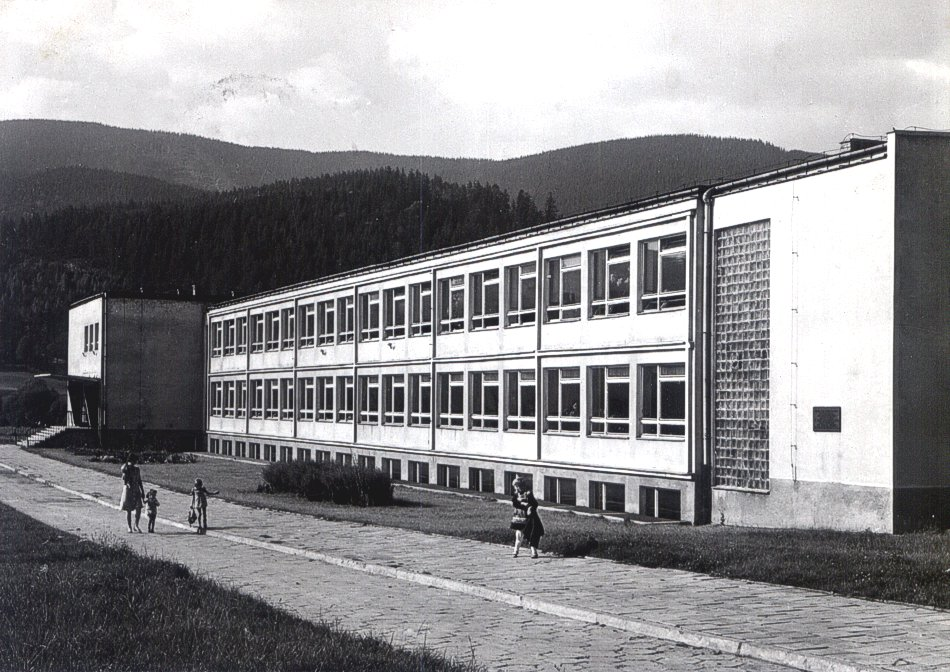
Szkoła Tysiąclecia („tysiąclatka”) w Węgierskiej Górce (1973)

Ustawa z 1951 r. pozbawiła szkoły wyższe autonomii. Uprawnienia ciał kolegialnych uczelni zostały w pewnym stopniu rozszerzone na podstawie regulacji ustawowej z 1956 r. W latach 1951–1961 liczba studentów wzrosła od 141 000 do 172 000.
Komunistyczne władze państwa poddały środowisko naukowe ścisłemu nadzorowi. Wyrazem tego było ustanowienie w 1951 r. Centralnej Komisji Kwalifikacyjnej, organu państwowego zajmującego się nadawaniem tytułów naukowych, po uprzedniej weryfikacji także pozanaukowych cech kandydatów.
Jedynymi osobami, które w okresie PRL (1952–1981) w opozycji do państwowego systemu szkolnictwa prowadziły edukację domową, byli Danuta Boba i Bartłomiej Maria Boba.
Ustawa z 15 lipca 1961 wprowadziła reformę szkolną. Jednym z jej przejawów było ustanowienie 8-klasowej szkoły podstawowej i przedłużenie obowiązku szkolnego do 17. roku życia. Szkołom nadano świecki charakter, naukę religii przeniesiono do pozaszkolnych punktów katechetycznych. W latach 1962–1971 poważnie wzrosły nakłady na oświatę. Od 1959 do 1965 r. dla uczczenia 1000-lecia państwa polskiego wzniesiono ponad 1200 nowych „szkół tysiąclecia” (tzw. „tysiąclatek”). Reforma oświatowa poprawiła sytuację nauczycieli. Rozwinięto kształcenie tej grupy zawodowej poprzez rozbudowę 2-letnich studiów nauczycielskich (do 1970 r. w tym trybie wykształcono 150 tys. nauczycieli).
Uchwalona 31 marca 1965 ustawa o szkolnictwie wyższym umożliwiła m.in. rozwój instytutów wewnątrzuczelnianych, wprowadziła punkty preferencyjne dla kandydatów na studia pochodzenia robotniczego i chłopskiego (tzw. punkty za pochodzenie). W latach 60. dwukrotnie wzrosła liczba studentów (do 330,8 tys. w r. ak. 1970/1971). Protesty studenckie z 1968 dały władzom PRL pretekst do zaostrzenia nadzoru ministerialnego nad uczelniami.
W latach 70. władze państwowe opracowały koncepcję 10-letniej szkoły ogólnokształcącej (tzw. „10-latki”). Na jej bazie miało opierać się dalsze kształcenie: 2-letnie szkoły kierunkowe dla kandydatów na studia wyższe i 2-letnie szkoły zawodowe dla osób planujących przejście do pracy zawodowej. W 1981 r. porzucono plany reformy strukturalnej systemu oświatowego.

### Okres III Rzeczypospolitej do 2018 r.
Przełom ustrojowy w Polsce zapoczątkowany w 1989 r. umożliwił uzyskanie przez szkoły szerokiej autonomii, także programowej. Jednocześnie wprowadzono do nich dobrowolną naukę religii. W latach 1991–1996 przekazano szkoły państwowe na rzecz gmin. Nastąpił rozwój szkolnictwa prywatnego, w dużym stopniu za sprawą Społecznego Towarzystwa Oświatowego. Po 1989 dokonał się nienotowany w całym okresie powojennym wzrost liczby szkół mniejszości narodowych.
Konstytucja RP z 2 kwietnia 1997, szeroko uregulowała sprawy oświatowe, w tym wydłużyła obowiązek nauki do 18. roku życia.

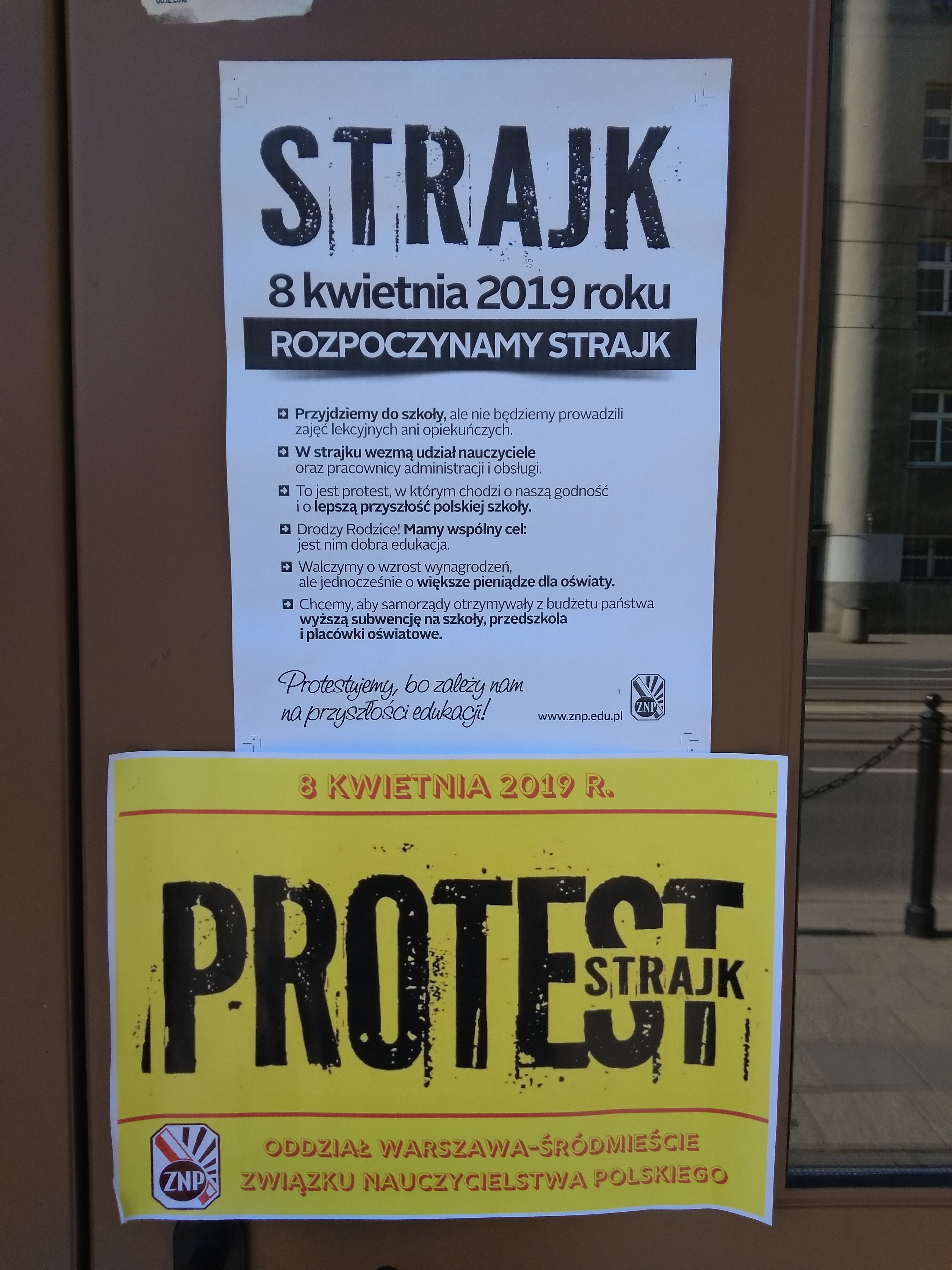
Plakaty informujące o strajku nauczycieli odbytym wiosną 2019

W 1999 r. rozpoczęto wdrażanie reformy systemu oświaty. Dla większości szkół organami prowadzącymi zostały jednostki samorządu terytorialnego. Utworzono 6-letnią szkołę podstawową, 3-letnie gimnazjum oraz szkoły ponadgimnazjalne (3-letnie licea profilowane, 2-letnie szkoły zawodowe i 2-, 3- lub 4-semestralnych policealnych szkół zawodowych). W 2000 r. wprowadzono system awansu zawodowego nauczycieli, służący podnoszeniu kwalifikacji przez nauczycieli i zróżnicowanie ich statusu pod względem prestiżu i zarobków.

#### Wczesna opieka i edukacja
Żłobki/Kluby dziecięce – obejmowały dzieci w wieku 0–3 lat.
Wychowanie przedszkolne – przedszkola, oddziały przedszkolne w szkołach podstawowych oraz inne formy wychowania przedszkolnego: zespoły wychowania przedszkolnego, punkty przedszkolne oraz punkty przedszkolne dla dzieci starszych (z odroczonym obowiązkiem szkolnym). Obejmowały dzieci w wieku od 3–5 lat. Przed reformą obowiązkiem szkolnym objęte były dzieci, które ukończyły 6. rok życia.

#### Szkoła podstawowa
Odbywanie nauki w szkole podstawowej było etapem kształcenia obowiązkowego. Trwała 6 lat (3 lata edukacji wczesnoszkolnej w klasach 1–3 szkoły podstawowej oraz 3 lata nauki w klasach 4–6 szkoły podstawowej). Była bezpłatna w szkołach podstawowych publicznych. Ten etap nauki kończył się sprawdzianem szóstoklasisty.

#### Gimnazjum
Po zakończeniu szkoły podstawowej kontynuacja nauki odbywała się w 3-letnim gimnazjum. Uczniowie ostatniej klasy przystępowali do egzaminu gimnazjalnego, którego wynik umożliwiał dalszą edukację w szkołach ponadgimnazjalnych.

#### Szkolnictwo średnie (szkoły ponadgimnazjalne)
Liceum ogólnokształcące – trwało 3 lata, kończyło się egzaminem maturalnym z 3 obowiązkowych przedmiotów (język polski, matematyka, język obcy), z minimum jednego przedmiotu dodatkowego, wybieranego przez ucznia na poziomie rozszerzonym oraz egzaminem ustnym z języka polskiego i języka obcego nowożytnego.
Technikum – trwało 4 lata, kończyło się egzaminem maturalnym oraz egzaminem potwierdzającym kwalifikacje zawodowe ucznia.
Zasadnicza szkoła zawodowa (ZSZ) – trwała 3 lata, absolwent ZSZ uzyskiwał świadectwo potwierdzające posiadanie wykształcenia ogólnego na poziomie zasadniczym.

#### Szkolnictwo policealne
Szkoły policealne (studium policealne).

#### Szkolnictwo wyższe
Wzrosła liczba studentów szkół wyższych: w 1990 było ich ok. 400 tys., zaś w 2000 ok. 1,6 miliona.
Szkoły wyższe w Polsce uzyskały po 1989 prawa autonomii. Ich status regulowała ustawa z dnia 12 września 1990 r. o szkolnictwie wyższym, ustawa z dnia 26 czerwca 1997 r. o wyższych szkołach zawodowych, ustawa z dnia 27 lipca 2005 r. Prawo o szkolnictwie wyższym.
Proces nadawania stopni naukowych i tytułów naukowych w okresie od 1989 nadal podlegał nadzorowi Centralnej Komisji do Spraw Stopni i Tytułów.

#### Reformy w latach 2017 i 2018
W 2017 zapoczątkowana została kolejna reforma systemu oświaty.
1 października 2018 zaczęła obowiązywać ustawa z dnia 20 lipca 2018 r. Prawo o szkolnictwie wyższym i nauce (tzw. Konstytucja dla nauki powstała z inicjatywy ministra nauki i szkolnictwa wyższego Jarosława Gowina).
Reformy te nadały strukturze edukacji w Polsce jej współczesny kształt.